# Mireille Balin
Mireille Balin, all'anagrafe Blanche Mireille Césarine Balin (Monte Carlo, 20 luglio 1909 – Clichy, 9 novembre 1968), è stata un'attrice francese.

## Biografia
Dopo aver studiato in un collegio femminile a Marsiglia, Mireille Balin seguì i genitori a Parigi e trovò prima un impiego come commessa, e successivamente - nel 1929 - come segretaria dello stilista Jean Patou. Grazie alla sua bellezza e al suo portamento, la Balin divenne apprezzata mannequin di alta moda e, nel 1932, fu scoperta dal regista Maurice Cammage, il quale le affidò un piccolo ruolo non accreditato nel film Vive la classe.
Il regista Jean de Limur la segnalò a Georg Wilhelm Pabst, che le affidò il ruolo di Dulcinea nella versione francese del  Don Chisciotte (1933), accanto al famoso basso russo Fëdor Ivanovič Šaljapin. Pur essendo priva di qualsiasi formazione artistica, la Balin ottenne grande successo e diede l'addio alle case di moda, diventando protagonista della vita mondana parigina dell'epoca, grazie anche alla sua relazione con il pugile franco-tunisino Young Perez. 
I ruoli sul grande schermo si fecero più consistenti, e l'affermazione definitiva giunse nel 1936 con la parte di protagonista femminile in Il bandito della Casbah di Julien Duvivier, accanto a Jean Gabin. La Balin interpretò il ruolo della bella e sofisticata Gaby, turista parigina che fa innamorare Pépé le Moko (Gabin), capo di una banda di malavitosi ad Algeri, il quale va incontro all'arresto mentre tenta di imbarcarsi con l'amata su una nave diretta verso la Francia, e sceglie il suicidio per evitare la prigione, mentre Gaby parte senza di lui. Duvivier contribuì alla consacrazione come star della Balin, modificandone l'immagine così come apparirà in tutte le sue interpretazioni successive, il volto da femme fatale con le sopracciglia assottigliate in una lieve e intrigante linea.
L'attrice recitò nuovamente con Jean Gabin in Gueule d'amour (1937) di Jean Grémillon, e subito dopo apparve in Napoli terra d'amore (1937) di Augusto Genina, nel quale formò una coppia romantica con il cantante Tino Rossi, in un idillio che divenne una stabile relazione tra i due anche nella realtà. Alla fine del 1937, assurta al rango di vedette internazionale, Mireille Balin firmò un contratto con la MGM e partì per gli Stati Uniti, accompagnata da Julien Duvivier. Tuttavia, entrò quasi subito in conflitto con i produttori americani, rifiutò un ruolo dopo l'altro, non riuscì ad adattarsi alle regole dello star system hollywoodiano e tornò in Francia dopo soli cinque mesi, pagando una consistente penale e senza aver girato alcun film.
Di ritorno a Parigi, fu protagonista di Menaces (1938), con Erich von Stroheim e John Loder. Il film, bandito e bruciato durante l'Occupazione, sarà restaurato e distribuito alla Liberazione. Anche Macao l'inferno del gioco (1942) di Jean Delannoy fu interdetto dalle forze di Occupazione, principalmente a causa della presenza nel cast di von Stroheim (di origine austriaca, ebraica e noto antinazista). Il film fu distribuito due anni dopo con un altro titolo (L'inferno del gioco) e le scene con von Stroheim furono sostituite da altre girate con l'attore Pierre Renoir. 
Nel frattempo la Balin girò a Cinecittà L'assedio dell'Alcazar (1940) di Augusto Genina, rievocazione di una delle prime battaglie della guerra civile spagnola, e pellicola di forte propaganda a favore dei rivoluzionari falangisti del generale Franco. Tornò subito dopo ai consueti ruoli di donna fatale, in film come L'assassin a peur la nuit (1942) di Jean Delannoy, e Dernier Atout (1942) di Jacques Becker. Dopo la rottura della sua relazione con Tino Rossi, la Balin si innamorò di Birl Desbok, un giovane ufficiale viennese della Wehrmacht. Il legame causò la fine della carriera dell'attrice che, arrestata nel settembre del 1944, subì le umilianti conseguenze dell'epurazione e venne accusata di collaborazionismo per la sua relazione con Desbok, per la sua apparizione nel film propagandistico L'assedio dell'Alcazar e per aver partecipato a diversi ricevimenti mondani svoltisi all'ambasciata tedesca a Parigi.
Fortemente provata nel fisico e nel morale, la Balin fece un ultimo tentativo di risollevare la propria carriera con il film La Dernière Chevauchée (1947) di Léon Mathot, ma il pubblico si era ormai allontanato da lei, e l'attrice si ritirò in solitudine in Costa Azzurra, dove visse il decennio successivo in condizioni di progressiva indigenza, minata dall'alcolismo e da alcune gravi malattie. Tornò a Parigi nel 1957 e trovò sostegno nell'associazione La roue tourne, un ente preposto all'assistenza materiale e psicologica di artisti dimenticati e caduti in miseria. 
Morì all'età di 59 anni, il 9 novembre 1968, all'ospedale Beaujon a Clichy-la-Garenne. L'associazione La roue tourne si occupò delle esequie, alle quali non fu presente nessuna personalità del cinema francese, tranne il regista Jean Delannoy. L'attore Fernandel, presidente onorario dell'associazione, e Tino Rossi, ex compagno dell'attrice, contribuirono alle spese per la sepoltura.

## Filmografia
- Vive la classe, regia di Maurice Cammage (1932)
- Don Chisciotte (Don Quichotte), regia di Georg Wilhelm Pabst (1933)
- Le Sexe faible, regia di Robert Siodmak (1933)
- Adieu les beaux jours, regia di André Beucler (1933)
- Vive la compagnie, regia di Claude Moulins (1933)
- On a trouvé une femme nue, regia di Léo Joannon (1934)
- Si j'étais le patron, regia di Richard Pottier (1934)
- Marie des Angoisses, regia di Michel Bernheim (1935)
- Jeunes filles de Paris, regia di Claude Vermorel (1936)
- Le roman d'un spahi, regia di Michel Bernheim (1936)
- Il bandito della Casbah (Pépé le Moko), regia di Julien Duvivier (1937)
- Gueule d'amour, regia di Jean Grémillon (1937)
- Napoli terra d'amore (Naples au baiser de feu), regia di Augusto Genina (1937)
- La Venere dell'oro (La Vénus de l'or), regia di Charles Méré (1937)
- Le Capitaine Benoît, regia di Maurice de Canonge (1938)
- Terre de feu, regia di Marcel L'Herbier (1938)
- Terra di fuoco, regia di Giorgio Ferroni (1939)
- Coups de feu, regia di René Barberis (1939)
- Rappel immédiat, regia di Léon Mathot (1939)
- Menaces, regia di Edmond T. Gréville (1940)
- Macao l'inferno del gioco (Macao, l'Enfer du jeu), regia di Jean Delannoy (1940)
- L'assedio dell'Alcazar, regia di Augusto Genina (1940)
- Fromont jeune et Risler aîné, regia di Léon Mathot (1941)
- L'ombra del male (L'assassin a peur la nuit), regia di Jean Delannoy (1942)
- Dernier Atout, regia di Jacques Becker (1942)
- Haut-le-Vent, regia di Jacques de Baroncelli (1942)
- La donna che ho più amato (La Femme que j'ai le plus aimée), regia di Robert Vernay (1942)
- Malaria, regia di Jean Gourguet (1943)
- La Dernière Chevauchée, regia di Léon Mathot (1947)

## Doppiatrici italiane
- Lydia Simoneschi in Terra di fuoco
- Andreina Pagnani in L'assedio dell'Alcazar